# Prémio Literário do Svenska Dagbladet
O Prémio Literário do Svenska Dagbladet (em sueco Svenska Dagbladets litteraturpris) é um prémio literário concedido anualmente  pelo jornal diário sueco Svenska Dagbladet, com o objetivo de tornar conhecidos autores que se encontrem em início de carreira.
Foi dado pela primeira vez em 1944. Até 1959, era atribuído a vários escritores anualmente. A partir de 1959, a um autor cada ano.

## Galardoados
- 1944 – Harry Martinson, Lars Ahlin, Elly Jannes, Ole Torvalds
- 1945 – Sivar Arnér, Björn-Erik Höijer, Arne Nyman, Marianne Alopaeus, Nils Åke Malmström, Astrid Lindgren e Anna Lisa Lundkvist
- 1946 – Stig Dagerman, Tage Aurell e Bengt Anderberg
- 1947 – Erik Lindegren, Otto Karl-Oskarsson, Solveig von Schoultz e Hans Bergrahm
- 1948 – Stina Aronson, Vilgot Sjöman, Ragnar Bengtsson, Bengt V. Wall e Åke Holmberg
- 1949 – Werner Aspenström, Folke Dahlberg, Lars Göransson e Owe Husáhr
- 1950 – Gustaf Rune Eriks, Tore Zetterholm, Hanserik Hjertén e Britt G. Hallqvist
- 1951 – Willy Kyrklund, Staffan Larsson, Per Anders Fogelström e Viveca Hollmerus
- 1952 – Ulla Isaksson, Bertil Schütt, Ragnar Thoursie, Sandro Key-Åberg e Tove Jansson
- 1953 – Sara Lidman e Oscar Parland
- 1954 – Lise Drougge, Birger Vikström e Folke Isaksson
- 1955 – Elsa Grave e Hans Peterson
- 1956 – Walter Ljungquist
- 1957 – Birgitta Trotzig e Erland Josephson
- 1958 – Lars Gyllensten e Åke Wassing
- 1959 – Bengt Söderbergh e Kurt Salomonson
- 1960 – Lars Gustafsson (Bröderna)
- 1961 – Bo Carpelan (Den svala dagen)
- 1962 – Gunnar E. Sandgren (Fursten)
- 1963 – Per Olof Sundman (Sökarna)
- 1964 – Peder Sjögren (Elis)
- 1965 – Per Wahlöö (Generalerna)
- 1966 – Per Olov Enquist (Hess)
- 1967 – Sven Lindqvist (Myten om Wu Tao-Tzu)
- 1968 – Stig Claesson (Vem älskar Yngve Frej?)
- 1969 – Per Gunnar Evander (Uppkomlingarna – en personundersökning)
- 1970 – Sven Delblanc (Åminne]])
- 1971 – Gösta Friberg (Moder jord)
- 1972 – Rita Tornborg (Docent Åke Ternvall ser en syn)
- 1973 – PC Jersild (Djurdoktorn)
- 1974 – Hans O. Granlid (Rackarsång)
- 1975 – Kjell Espmark (Det obevekliga paradiset 1–25)
- 1976 – Göran Tunström (Sandro Botticellis dikter e Prästungen)
- 1977 – Gerda Antti (Inte värre än vanligt)
- 1978 – Tobias Berggren (Bergsmusik)
- 1979 – Göran Sonnevi (Språk; Verktyg; Eld)
- 1980 – Anna Westberg (Walters hus)
- 1981 – Heidi von Born (Hungerbarnen)
- 1982 – Lars Andersson (Bikungskupan)
- 1983 – Peeter Puide (Till Bajkal, inte längre)
- 1984 – Sun Axelsson (Honungsvargar)
- 1985 – Peter Nilson (Guldspiken)
- 1986 – Christer Eriksson (Luften är full av S)
- 1987 – Ernst Brunner (Svarta villan)
- 1988 – Konny Isgren (Övning)
- 1989 – Kristina Lugn (Hundstunden)
- 1990 – Urban Andersson (Det hemliga ljuset)
- 1991 – Inger Edelfeldt (Rit)
- 1992 – Sigrid Combüchen (Korta och långa kapitel)
- 1993 – Agneta Pleijel (Fungi)
- 1994 – Eva Runefelt (Hejdad tid)
- 1995 – Gunnar Harding (Stora scenen e Är vi långt från Montmartre?)
- 1996 – Peter Kihlgård (Anvisningar till en far)
- 1997 – Carola Hansson (Steinhof)
- 1998 – Ellen Mattson (Resenärerna)
- 1999 – Per Odensten (En lampa som gör mörker)
- 2000 – Anne-Marie Berglund (Jag vill stå träd nu)
- 2001 – Maja Lundgren (Pompeji)
- 2002 – Stewe Claeson (Rönndruvan glöder)
- 2003 – Christine Falkenland (Öde)
- 2004 – Birgitta Lillpers (Glömde väl inte ljusets element när du räknade)
- 2005 – Jesper Svenbro (Himlen och andra upptäckter)
- 2006 – Lars Jakobson (Vid den stora floden)
- 2007 – Arne Johnsson (Bäras utan namn till natt till morgon)
- 2008 – Li Li (Ursprunget)
- 2009 – Johanna Holmström (Camera obscura)
- 2010 – Peter Törnqvist (Kioskvridning 140 grader)
- 2011 – Mara Lee (Salome)
- 2012 – Johannes Anyuru (En storm kom från paradiset)
- 2013 – Lena Andersson (Egenmäktigt förfarande)
- 2014 – Kristina Sandberg (Liv till varje pris)
- 2015 – Ola Nilsson (Isidor och Paula)
- 2016 – Lina Wolff (De polyglotta älskarna)[3]
- 2017 – Tove Folkesson (Ölandssången)[4]
- 2018 – Linnea Axelsson (Ædnan)
- 2019 – Amanda Svensson (Ett system så magnifikt att det bländar)